# The Artist
Pour les articles homonymes, voir Artist.
Pour plus de détails, voir Fiche technique et Distribution.
The Artist ou L'Artiste au Québec est une comédie romantique muette et en noir et blanc franco-belgo-américaine, écrite et réalisée par Michel Hazanavicius, sortie en 2011.
Tourné à Los Angeles (notamment à Hollywood), le film met en scène Jean Dujardin dans le rôle de George Valentin, star du cinéma muet, confronté à l'arrivée des films parlants à la charnière des années 1920 et des années 1930, Bérénice Bejo dans le rôle de Peppy Miller, jeune actrice en pleine ascension, ainsi que plusieurs comédiens américains tels que James Cromwell et John Goodman dans des rôles secondaires importants.
Produit principalement par Thomas Langmann, The Artist est un hommage aux films des années 1920. Il reprend par ailleurs la structure du scénario des films Une étoile est née. Le réalisateur a, qui plus est, cité parmi ses influences Les Lumières de la ville et Les Temps modernes (un des derniers films muets sortis en plein essor du parlant) de Charlie Chaplin. Le film contient également des références à Chantons sous la pluie qui traitait déjà sur un ton humoristique du passage douloureux au cinéma parlant, ainsi qu'à différents classiques du cinéma, muet et parlant,.
Sélectionné au Festival de Cannes 2011, The Artist vaut à Jean Dujardin le Prix d'interprétation masculine. Grâce à l'accueil cannois, le film est acheté par des distributeurs du monde entier, dont la Weinstein Company aux États-Unis. Il entame alors une brillante carrière internationale et gagne plus de cent récompenses, remportant notamment trois Golden Globes, sept BAFTA, six César, un Goya et cinq Oscars, dont ceux du meilleur film et du meilleur acteur pour Jean Dujardin. The Artist est ainsi le deuxième film à remporter l'Oscar du meilleur film sans être produit essentiellement par des Américains, et Jean Dujardin devient le premier comédien français à recevoir l'Oscar du meilleur acteur.

## Synopsis
À Hollywood, en 1927, George Valentin (Jean Dujardin) est un acteur très célèbre du cinéma muet, auquel le succès est monté à la tête. De son côté, Peppy Miller (Bérénice Bejo) est une jeune femme qui tente sa chance dans le cinéma après avoir été prise en photo avec Valentin. Cette photographie, publiée à la une de Variety, ne plaît pas du tout à Doris (Penelope Ann Miller), la femme de George. Peppy se fait embaucher comme figurante et recroise le chemin de Valentin dans un studio où il découvre ses talents de danseuse. Il la fait alors embaucher pour un second rôle sur son nouveau film, mais la présence de Peppy le trouble. Tous deux se retrouvent plus tard dans la loge de George, où ils manquent de succomber.
Le temps passe, Peppy enchaîne les seconds rôles et commence à en avoir de plus importants, tandis que Valentin est toujours la vedette, mais son producteur, Al Zimmer (John Goodman), lui montre alors les essais vocaux d'une ancienne partenaire de Valentin. Zimmer est enthousiaste, Valentin est moqueur, ne croyant pas au succès du cinéma parlant. Cependant, la possibilité de voir le cinéma parlant triompher lui donne des cauchemars (illustrés dans le film par une séquence non muette). Et ses peurs deviennent réelles : du jour au lendemain, Zimmer arrête la production de tout film muet pour miser sur le parlant et choisit plusieurs jeunes acteurs pour lancer la vague, dont Peppy. Valentin, par fierté, quitte les studios en annonçant produire et réaliser lui-même son prochain film, toujours muet. Il se lance donc dans son projet et dépense sans compter.
La sortie du film de Valentin, Tears of Love, est prévue le 25 octobre 1929. Valentin a la mauvaise surprise de voir que le premier film dont Peppy est la vedette, Beauty Spot, sortira le même jour, et la critique applaudit la jeune femme. La veille de la sortie des films a lieu le krach de 1929, qui ruine George Valentin, à moins que son film ne soit un succès. Plus tard, il surprend Peppy en pleine interview pour la radio, où elle est très critique envers le cinéma muet, remarque que George ne laisse pas passer. Finalement, le public s'avère enthousiaste devant Beauty Spot et délaisse totalement Tears of Love. En une soirée, George Valentin perd sa fortune, sa notoriété et sa femme, qui le quitte. Quand Peppy Miller, qui a vu et adoré Tears of Love, vient à sa rencontre, il est dépité et donne ironiquement raison aux propos qu'elle a tenus dans son interview, laissant la jeune femme confuse.
Les deux années suivantes voient Peppy Miller à l'apogée de sa carrière tandis que George Valentin sombre dans l'oubli et l'alcool. Ruiné, George chasse Clifton, son chauffeur et dernier ami. Il en est réduit à vendre tous ses derniers biens aux enchères pour survivre - il ignore qu'un des acheteurs n'est autre que Peppy qui, une fois les enchères terminées, est très affectée par la déchéance de Valentin. Ce dernier, désormais forcé de constater que le parlant est l'avenir et qu'il appartient au passé, s'enfonce dans l'alcool et un jour, saoul et dans un état second, met le feu aux dernières pellicules de film qu'il conservait chez lui, mais il se reprend et tente de sauver une dernière bobine avant de s'évanouir, intoxiqué par la fumée. Il ne doit la vie sauve qu'à son chien, qui est parvenu à amener un policier pour le sauver. Quand Peppy l'apprend, elle se rend à son chevet à l'hôpital et trouve la bobine que George a sauvée : les rushes des scènes qu'ils ont tournées ensemble. Peppy décide de ramener George dans sa propriété.
George se remet doucement et se réconcilie avec Peppy. Un jour, sur le plateau, Peppy insiste auprès de Zimmer pour qu'il offre un rôle à George dans son nouveau film. Zimmer accepte et Clifton, devenu chauffeur de Peppy, regagne la villa pour trouver George. Ce dernier, par orgueil, ne lit pas le scénario que Clifton lui apporte. Ensuite, toujours chez Peppy, en y retrouvant dans une pièce tous les objets et souvenirs de son succès passé que la jeune fille a rachetés, George perd pied. Il fuit la demeure de Peppy, et retourne alors dans son vieil appartement. Au même instant, à peine rentrée chez elle, Peppy a constaté la découverte et le départ de George. Bouleversée, et sans savoir apparemment conduire, elle roule à toute vitesse à son secours. Chez lui, George, qui a retrouvé un revolver, s'apprête à se suicider. La puissante détonation qui s'ensuit — que le spectateur prend d'emblée pour un coup de feu — est en réalité le choc de la voiture de Peppy contre un arbre. Peppy arrive juste à temps, George lâche l'arme avant de se jeter dans ses bras. Peppy explique à George qu'elle veut l'aider mais il lui répond qu'il est fini et que personne ne veut le voir parler à l'écran. Peppy a alors une idée, qui séduira immédiatement Zimmer : George et elle feront un numéro de claquettes à deux dans leur prochain film.
Le récit s'achève sur le tournage de la comédie musicale de George et Peppy. Dans ses derniers instants, le film devient parlant, alors que le réalisateur, enthousiaste, demande une deuxième prise, Valentin répond with pleasure, « avec plaisir » en anglais, avec l’accent français, et les deux protagonistes reprennent leur numéro.

## Fiche technique
- Titre original : The Artist
- Titre québécois : L'Artiste

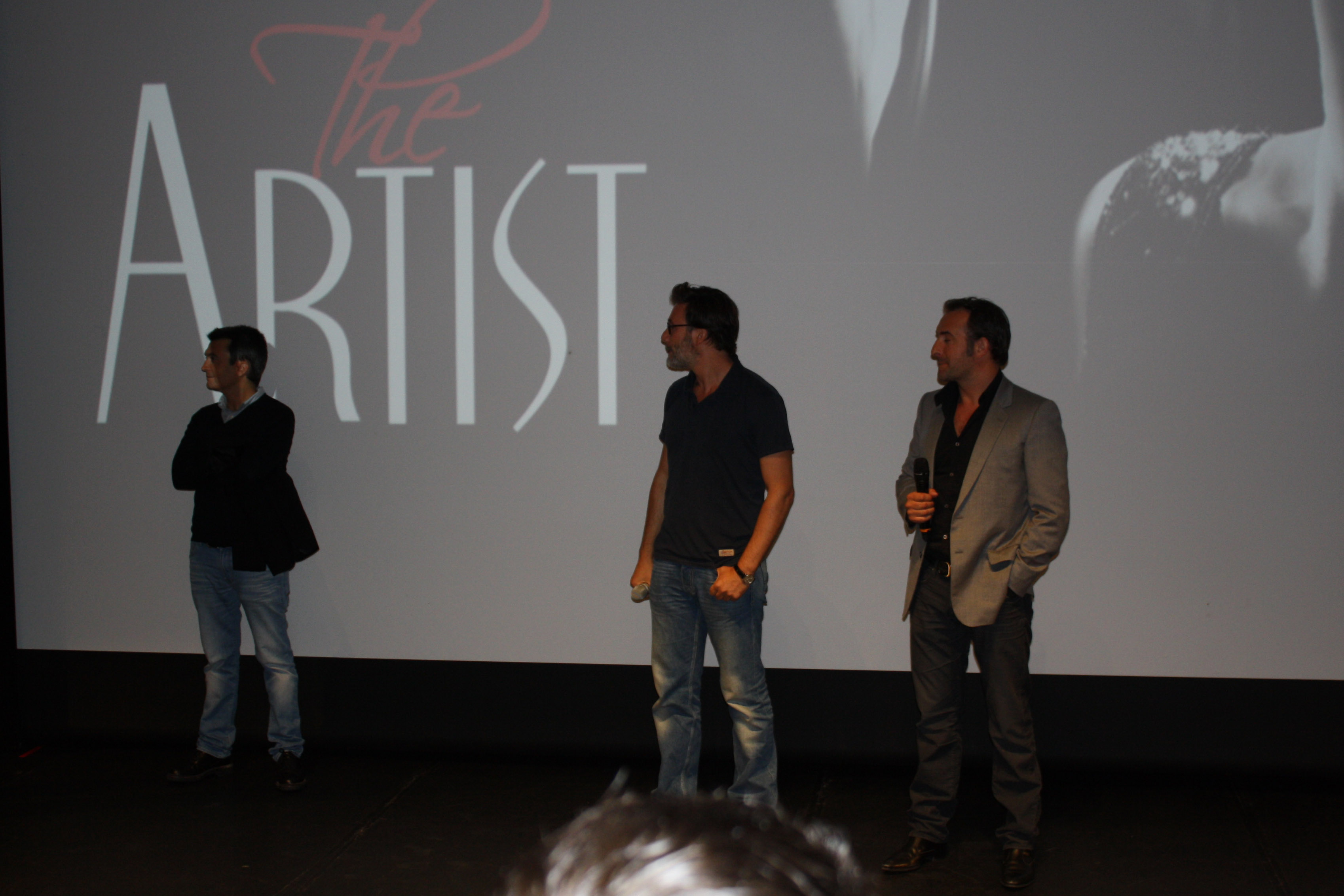
Thomas Langmann, Michel Hazanavicius et Jean Dujardin à l'occasion d'une projection du film.

- Réalisation, scénario, adaptation et dialogue : Michel Hazanavicius
- Musique : Ludovic Bource, interprétée par le Brussels Philharmonic et le Brussels Jazz Orchestra
- Direction artistique : Gregory S. Hooper
- Décors : Laurence Bennett
- Costumes : Mark Bridges
- Photographie : Guillaume Schiffman
- Son : Gérard Lamps, Yannick Boulot, Michael Krikorian
- Montage : Anne-Sophie Bion et Michel Hazanavicius
- Production : Thomas Langmann
  - Production et coproduction (non crédité) : Jean Dujardin
  - Production déléguée : Antoine de Cazotte, Daniel Delume et Richard Middleton
  - Production déléguée (États-Unis) : Harvey Weinstein et Robert Weinstein[10]
  - Production associée : Emmanuel Montamat
  - Coproduction (uFilm) : Jeremy Burdek, Nadia Khamlichi, Adrian Politowski et Gilles Waterkeyn
- Sociétés de production[11] :
  - France : La Petite Reine, Studio 37, La Classe Américaine, JD Prod, France 3 Cinéma et Jouror Productions, avec la participation de Canal+, CinéCinéma et France Télévisions
  - Belgique : uFilm, avec le soutien de la Tax shelter du Gouvernement Fédéral Belge
- Sociétés de distribution[12] : Warner Bros. France (France) ; Cinéart (Belgique) ; The Weinstein Company (États-Unis) ; Alliance Vivafilm (Québec) ; Praesens-Film (Suisse romande)
- Budget : 13 473 753 €[13]
- Pays de production :  France,  Belgique,  États-Unis
- Langue originale : anglais
- Format[14] : noir et blanc - 35 mm / D-Cinema - 1,33:1 (Format natif du cinéma muet) - son DTS | Dolby Digital | SDDS
- Genre : comédie dramatique, romance et historique
- Durée : 100 minutes
- Dates de sortie[15] :
  - France : 15 mai 2011 (Festival de Cannes) ; 10 septembre 2011 (Festival du cinéma américain de Deauville) ; 3 octobre 2011 (Festival Lumière) ; 12 octobre 2011 (sortie nationale) ; 25 janvier 2012 (ressortie)[16]
  - Belgique : 12 octobre 2011 (sortie nationale) ; 21 juin 2019 (Festival International du Film de Bruxelles)[17]
  - Suisse romande : 12 octobre 2011[18]
  - Québec : 20 août 2011 (Festival des films du monde de Montréal) ; 9 décembre 2011 (sortie nationale)[19]
  - États-Unis : 14 octobre 2011 (Festival du film de New York) ; 20 octobre 2011 (Festival international du film de Santa Fé) ; 25 octobre 2011 (Festival du film d'Austin) ; 20 janvier 2012 (sortie nationale)
- Classification[20] :
  - France : tous publics [21]
  - Belgique : tous publics (Alle Leeftijden)[17]
  - États-Unis : accord parental recommandé, film déconseillé aux moins de 13 ans (PG-13 - Parents Strongly Cautioned)[Note 1]
  - Suisse romande : interdit aux moins de 7 ans[22]
  - Québec : tous publics (G - General Rating)[19]

## Distribution
- Jean Dujardin : George Valentin
- Bérénice Bejo : Peppy Miller

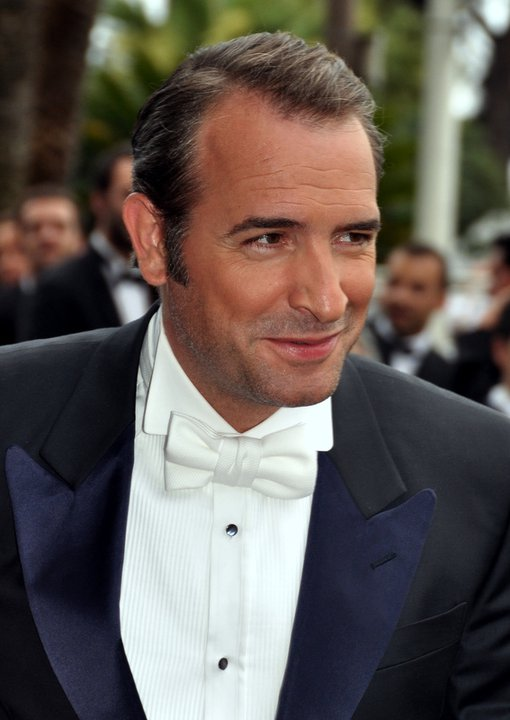
Jean Dujardin lors de la présentation du film au Festival de Cannes 2011.

- James Cromwell : Clifton, le chauffeur / valet
- John Goodman : Al Zimmer, le patron des studios Kinograph
- Penelope Ann Miller : Doris, la femme de George
- Malcolm McDowell : le figurant à qui Peppy montre sa photo à la une du journal
- Bitsie Tulloch : Norma
- Serge Hazanavicius (non crédité)
- Dash Pomerantz : le petit ami de Peppy
- Beth Grant : la domestique de Peppy
- Ed Lauter : le premier chauffeur de Peppy
- Joel Murray[23] : le policier de l'incendie
- Ken Davitian : le prêteur sur gage
- Basil Hoffman : le commissaire-priseur
- Bill Fagerbakke : le policier devant la vitrine
- Beau Nelson : un ami « gadget » de Peppy
- Ezra Buzzington : le journaliste qui interviewe Peppy au restaurant
- Hal Landon : l'acteur jouant Napoléon
- Harvey Alperin : le docteur
- Lily Knight : l'infirmière
- Annie O'Donnell : la vieille dame
- Jewel Shepard : la starlette
- Nina Siemaszko : la femme dans le cinéma
- Missi Pyle : Constance, la partenaire de George dans le film A Russian Affair
- Uggie : le chien Jack
- Katie Wallack : la danseuse à l'audition

## Production

### Développement et genèse

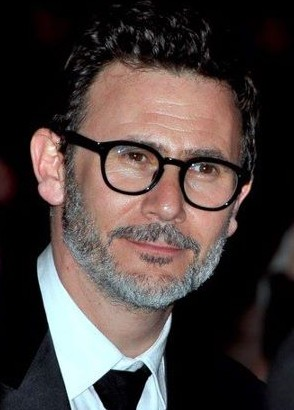
Le réalisateur Michel Hazanavicius à la des César.

Depuis ses débuts à l'école Canal+ dans les années 1990, jusqu'aux films qui lui valurent les débuts de sa notoriété, OSS 117 : Le Caire, nid d'espions et OSS 117 : Rio ne répond plus, Michel Hazanavicius a depuis toujours démontré sa passion pour le cinéma à travers la comédie. Cependant, lorsqu'il a pour la première fois l'idée du concept de The Artist, il ne s'agit pas pour lui de s'inscrire dans le registre du détournement, de la parodie ou de la dérision, mais de rendre un véritable hommage aux pionniers du septième art, et notamment de la période du cinéma muet, en tournant un film pratiquement sans paroles, en noir et blanc, avec l'esthétique déjà parfaitement maîtrisée des films des années 1920. Il ne désire par exemple pas se placer dans la même veine que La Dernière Folie de Mel Brooks, film de 1976 (avec notamment Marcel Marceau dans le seul rôle parlant) où Mel Brooks interprète un cinéaste sortant d'une cure de désintoxication qui désire réaliser un film muet mais essuie les refus de tous,. Friedrich Wilhelm Murnau, Erich von Stroheim, Lubitsch et de nombreuses autres références cinématographiques se retrouvent dans The Artist.
Au départ, Michel Hazanavicius envisage de faire soit un film d'espionnage (à la manière de Fritz Lang dans Espions sur la Tamise), soit une version muette de la série de films Fantômas d'André Hunebelle. Mais pour une idée comme pour l'autre, Michel Hazanavicius se rend bien compte que son projet de scénario ne conviendrait pas au genre. De plus, il rencontre à ce moment-là le producteur Thomas Langmann qui se dit fondamentalement intéressé par l'idée d'origine mais qui refuse également ces deux idées de scénario. En revanche, il suit depuis longtemps la carrière de Michel Hazanavicius et ne lui transmet pas un non catégorique, ce qui encourage ce dernier à continuer de travailler sur le projet. À ce sujet, Michel Hazanavicius dit de Thomas Langman : « J’ai vu ses yeux quand je lui parlais, et j’ai compris qu’il y croyait. Grâce à lui c’est devenu un film possible. Ce n’était plus un fantasme mais un projet ». Mais il ne s'agit pour l'instant que d'encouragements, rien d'un accord formel,.
Michel Hazanavicius se met au travail et visionne plusieurs classiques du cinéma muet, notamment une partie des œuvres de Fritz Lang, d'Ernst Lubitsch, de Charlie Chaplin et de Friedrich Wilhelm Murnau. Le cinéaste opte finalement pour la forme du mélodrame qui est encore aujourd'hui l'une des formes les plus populaires du cinéma. Il entame également une réflexion personnelle sur le choc que représenta, quarante ans à peine après la réalisation des premiers films de l'histoire, l'arrivée du cinéma parlant, notamment pour les acteurs dont beaucoup ne sortirent pas indemnes de ce passage décisif. La trame est amorcée, mais c'est en fonction de ses futurs partenaires que Michel Hazanavicius va développer son projet et constamment remettre en question son travail.
Selon une interview de Jean Dujardin, Michel Hazanavicius lui avait déjà parlé d'une idée de film muet durant le tournage d’OSS 117 : Le Caire, nid d'espions, leur première collaboration. Ce projet est d'abord une idée loufoque du réalisateur qui reprend néanmoins la structure du scénario d’Une étoile est née (William A. Wellman, 1937).
Dans une autre interview, Jean Dujardin explique avoir d'abord refusé de participer à ce projet de film majoritairement muet : « Pour The Artist, j'ai commencé par dire non à Michel, et je m'en suis voulu. Je l'ai rappelé très vite. ». Après OSS 117 : Rio ne répond plus, l'annonce du projet se fait davantage officielle. Cependant, les fonds sont difficiles à trouver : aucune chaîne de télévision, participant en général à hauteur de trente pour cent du budget d'un long métrage, n'est prête à s'engager sur un film présenté comme étant muet et en noir et blanc. L'intervention du producteur Thomas Langmann permet de débloquer la situation et de lancer la production même si l'avance sur recettes n'est pas accordée,. La société indépendante de Langmann, La Petite Reine, est épaulée par Studio 37 (Orange), France 3 Cinéma, Canal+ puis par la Warner France qui achète les droits pour la distribution française et permet de boucler le plan de financement.
C'est au début du tournage que Jean Dujardin se sent réellement à sa place dans le rôle de George Valentin : « C'est le premier jour de tournage que j'ai vraiment compris : Michel avait raison, ce film était pour moi ».
Selon les notes de production, The Artist est « un film d'époque qui se déroule dans les années 1920 aux États-Unis, autour d'une histoire d'amour entre deux personnages qui se croisent. L'un est une vedette du cinéma muet, l'autre est figurant. L'arrivée du parlant va changer leur relation. »
Habitué à la rédaction de dialogues, Michel Hazanavicius a dû se contraindre à un type d'écriture à la fois ancien et totalement nouveau pour le scénario[réf. à confirmer]. Il a également dû entreprendre un important travail de documentation sur les années 1920 et 1930[réf. à confirmer].
Le film devait initialement s'intituler Beauty Spot.

### Distribution des rôles
C'est la troisième collaboration de Jean Dujardin et Michel Hazanavicius, après OSS 117 : Le Caire, nid d'espions en 2006 et OSS 117 : Rio ne répond plus, en 2009. Quant à Jean Dujardin et Bérénice Bejo, ils avaient déjà travaillé ensemble sur le même OSS 117 : Le Caire, nid d'espions également sous la direction de Michel Hazanavicius. Bérénice Bejo est par ailleurs la compagne du réalisateur. Elle a immédiatement été impliquée dans le projet dont elle a suivi les diverses étapes mais elle devait, au départ, ne tenir qu'un rôle de figuration[réf. à confirmer]. Plus tard, le réalisateur ajoute l'histoire d'amour qui lui permet d'avoir un rôle plus important. Pour la préparation, elle dit s'être inspirée de Joan Crawford, Eleanor Powell et Marlene Dietrich. Jean Dujardin admet, quant à lui, avoir été fortement influencé par Douglas Fairbanks, ce qui lui vaudra les remerciements publics de la petite-fille du comédien, Melissa Fairbanks.
Charlie Chaplin a aussi souvent été cité par la presse pour définir le jeu de Jean Dujardin mais ce dernier a refusé la comparaison, affirmant que Chaplin était unique, inédit et inimitable[réf. à confirmer].
La distribution comprend également des acteurs américains réputés comme James Cromwell (le berger de Babe, L.A. Confidential, La Ligne verte) et John Goodman (The Big Lebowski), ainsi que le comédien britannique Malcolm McDowell (Orange mécanique) dans une courte apparition.

### Tournage
Le film est tourné en trente-six jours au cours de l'automne 2010 à Los Angeles, avec une équipe majoritairement américaine. Le tournage a lieu sur certains des sites mythiques dépeints dans le scénario, notamment au Bradbury Building, à l'Orpheum Theatre, au Los Angeles Theatre, ainsi que dans les rues de la Warner Bros et de la Paramount,[réf. à confirmer].

## Musique

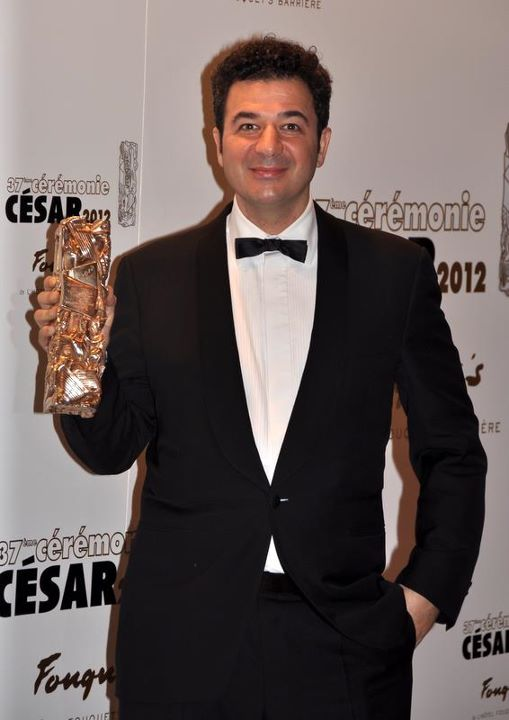
Ludovic Bource aux César du cinéma 2012.

La bande originale de The Artist a été composée par Ludovic Bource. C'est la quatrième fois que Michel Hazanavicius et Ludovic Bource collaborent après Mes amis (1999), OSS 117 : Le Caire, nid d'espions (2006) et OSS 117 : Rio ne répond plus (2009). Le compositeur a dû relever le même défi que toute l'équipe du film, faire du neuf avec du vieux.

« On est parti des grandes références du cinéma hollywoodien et même si le film se déroule au début des années 1930, on a étalé nos choix sur une période beaucoup plus longue. On a écouté beaucoup de choses - de Chaplin, Max Steiner et Franz Waxman, jusqu'à Bernard Herrmann, et j'en passe... On a écouté et analysé tous ces trésors, on est revenu aux sources aussi, aux compositeurs romantiques du XIXe siècle... Donc principalement de la musique symphonique. Une musique extrêmement puissante, orchestrée, jouée par 80 musiciens. Il m'a fallu du temps à moi qui suis autodidacte et pas un spécialiste de la musique symphonique, pour digérer tout ça avant de pouvoir composer le premier thème... Michel a commencé à s'attacher à des thèmes forts de grands compositeurs de grands films pour mieux les contourner et les oublier ensuite. On est parti du fantasme pour ramener tout cela aux images de son film. En même temps, ça reste un hommage, une déclaration d'amour aux grands compositeurs du grand cinéma hollywoodien. »

— Ludovic Bource, Dossier de presse de The Artist p. 53-54

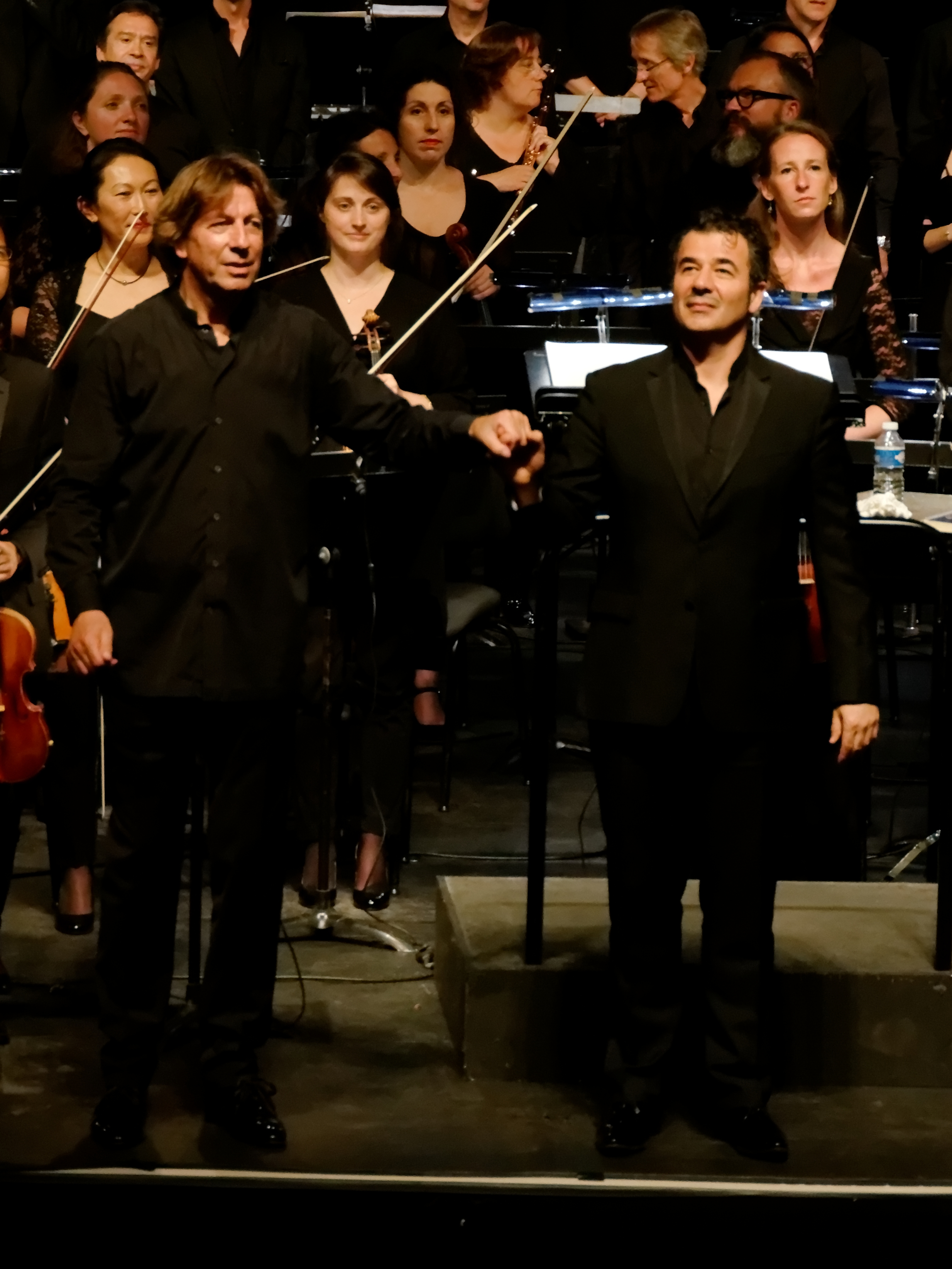
Ludovic Bource et Ernst van Tiel. Ciné-concert de The Artist (juin 2017)

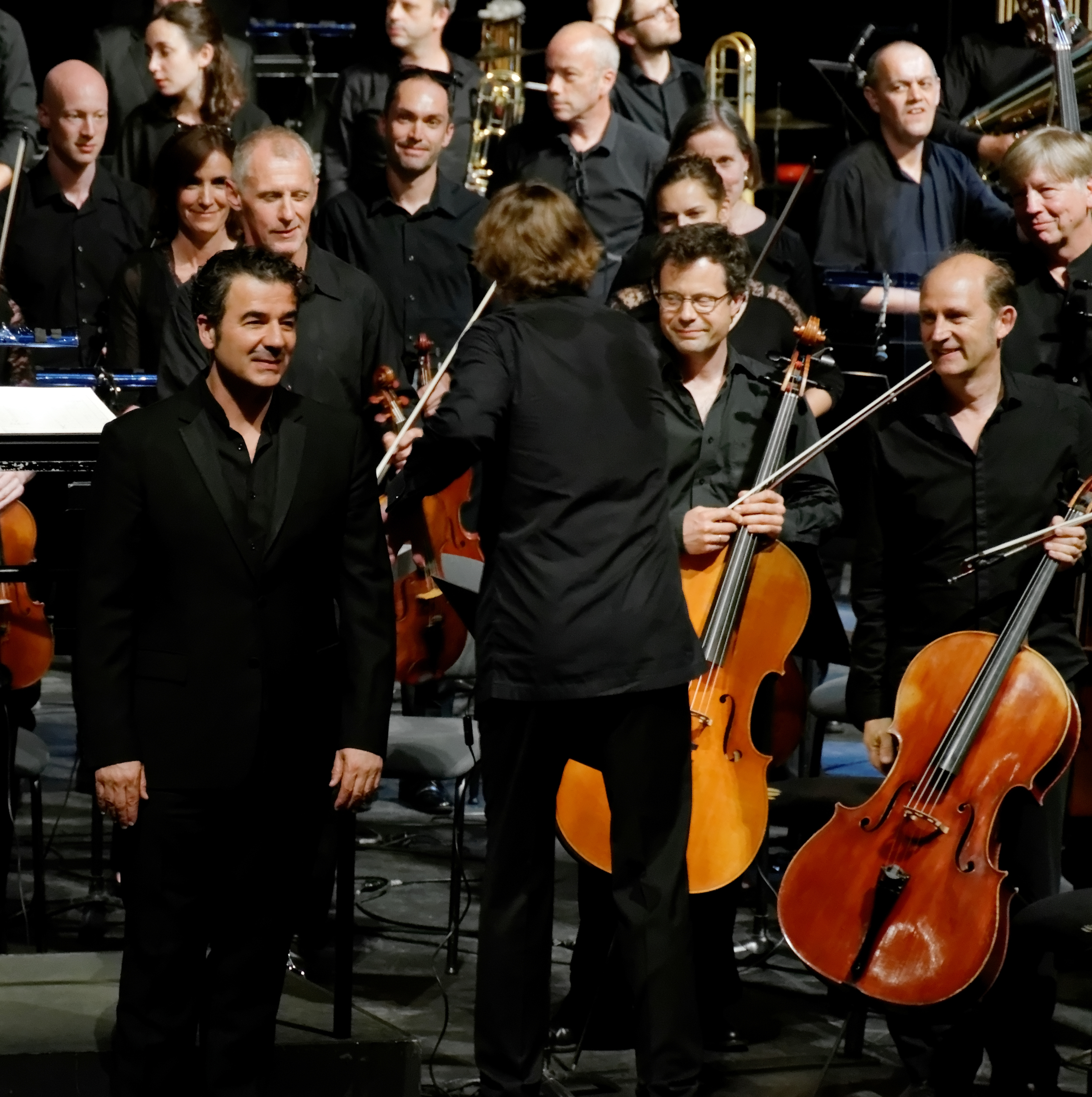
Ludovic Bource (à gauche) avec l'Orchestre national de Lyon dirigé par Ernst van Tiel (de dos). Ciné-concert de The Artist (juin 2017)

La bande originale a été éditée par le label Sony Classical et distribuée dès le 10 octobre 2011. La partition du film a été interprétée par le Brussels Philharmonic et le Brussels Jazz Orchestra. L'enregistrement s'est déroulé en avril 2011 au Studio 4 du Flagey à Bruxelles, sous la direction d'Ernst van Tiel avec notamment la musicienne Lei Wang, premier violon de l'orchestre.
À la fin, on retrouve le thème de Vertigo composé par Bernard Herrmann, reprise qui entraîne la colère de l'actrice du film Kim Novak, reprochant à Michel Hazanavicius d'avoir triché et violé son « corps artistique ».
Liste des morceaux
1. The Artist Ouverture par Ludovic Bource
2. 1927 A Russian Affair par Ludovic Bource
3. George Valentin par Ludovic Bource
4. Pretty Peppy par Ludovic Bource
5. At the Kinograph Studios par Ludovic Bource
6. Fantaisie d'amour par Ludovic Bource
7. Waltz for Peppy par Ludovic Bource
8. Estancia op.8 par Alberto Ginastera, interprété par le Brussels Philharmonic
9. Imagination par Red Nichols et His Five Pennies
10. Silent Rumble par Ludovic Bource
11. 1929 par Ludovic Bource
12. In the Stairs par Ludovic Bource
13. Jubilee Stomp (Album Version) par Duke Ellington
14. Comme une rosée de larmes par Ludovic Bource
15. The Sound of Tears par Ludovic Bource
16. Pennies from Heaven par Rose Murphy
17. 1931 par Ludovic Bource
18. Jungle Bar par Ludovic Bource
19. L'ombre des flammes par Ludovic Bource
20. Happy Ending... par Ludovic Bource
21. Charming Blackmail par Ludovic Bource
22. Ghosts from the Past par Ludovic Bource
23. My Suicide 03.29.1967 par Ludovic Bource
24. Peppy and George par Ludovic Bource

## Accueil

### Sélection cannoise

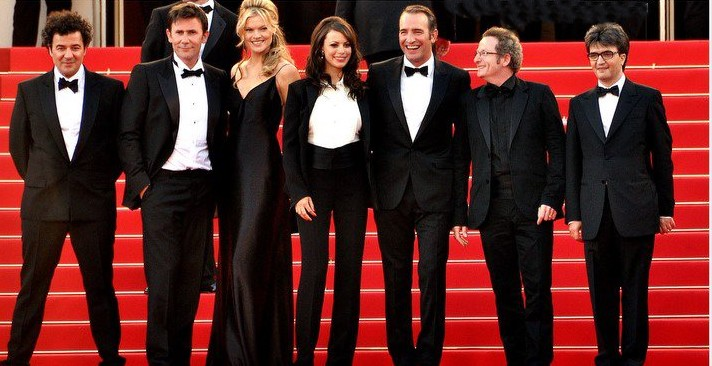
L'équipe du film au festival de Cannes 2011 : de gauche à droite, le compositeur Ludovic Bource, le réalisateur Michel Hazanavicius, les acteurs Missi Pyle, Bérénice Bejo et Jean Dujardin, le directeur de la photographie Guillaume Schiffman et le producteur Thomas Langmann.

Initialement sélectionné hors compétition, The Artist est basculé en compétition à la dernière minute, lors du 64e Festival de Cannes. C'est sur l'insistance du producteur Thomas Langmann, persuadé de la présence du film au palmarès, que le délégué général Thierry Frémaux fait une entorse au règlement qui impose une limite de trois longs métrages français à la compétition (sélection alors arrêtée sur Polisse de Maïwenn, Pater d'Alain Cavalier et L'Apollonide de Bertrand Bonello). Lors du festival, le film reçoit un excellent accueil, offre un prix à Jean Dujardin et suscite l'intérêt de nombreux distributeurs internationaux qui sollicitent la société Wild Bunch, responsable des ventes à l'étranger. En clôture, le président du jury Robert De Niro confie à la presse adorer cette œuvre à laquelle il aurait volontiers attribué une seconde récompense, voire la Palme d'or, ce qui n'a pas été possible en raison de la restriction des doubles prix et des mentions ex æquo[réf. à confirmer],.

### Carrière américaine
Harvey Weinstein, président de la Weinstein Company, avait acquis les droits de The Artist pour la sortie américaine avant la projection cannoise. Il met au point une intense campagne de promotion du film aux États-Unis en prévision des Oscars du cinéma 2012,. Selon certaines sources, le coût de cette campagne serait de dix millions de dollars soit presque le budget de production, estimé à quinze millions de dollars. D'autres avancent même des sommes plus hautes comme vingt millions de dollars, ce que Weinstein dément sans toutefois donner de chiffres précis.

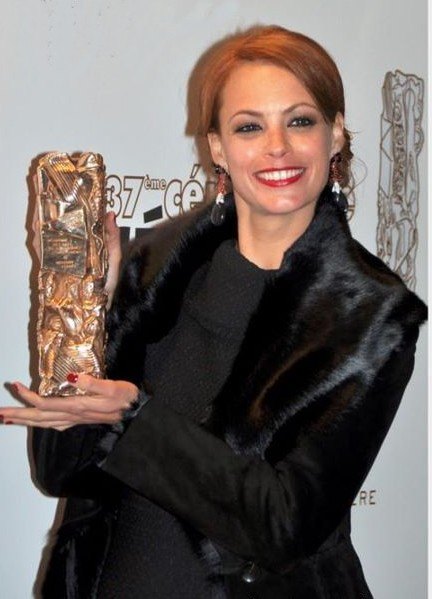
Bérénice Bejo remporte le César de la meilleure actrice lors de la des César.

La Weinstein Company fait notamment repousser la sortie française afin d'éviter que le film ne soit sélectionné pour représenter la France car il n'aurait probablement concouru qu'en tant que « meilleur film étranger », sans prétendre à d'autres récompenses. Évaluant le potentiel de victoire moindre de Bérénice Bejo dans la catégorie « Meilleure actrice » face à Meryl Streep pour son interprétation de Margaret Thatcher dans La Dame de fer (dont il est aussi distributeur aux États-Unis), Weinstein l'inscrit dans les registres comme second rôle afin d'en faire, à défaut, l'une des candidates favorites au titre de « Meilleure actrice de soutien ». Bejo se trouvera d'ailleurs plus tard dans une situation inédite, étant nommée comme « meilleur second rôle féminin » aux Golden Globes, aux SAG Awards et aux Oscars mais citée aux BAFTAs et récompensée aux Césars comme « meilleure actrice » pour le même rôle.
Pour améliorer les chances de The Artist, Weinstein brouille également les allusions à la nationalité du film qui fait la une des couvertures spécialisées et gagne la sympathie du public outre-Atlantique, appréciant sa démarche artistique et son hommage décalé à l'âge d'or d'un cinéma américain tombé dans l'oubli,. Lors de son premier week-end d'exploitation, le long métrage engrange 210 000 dollars de recettes aux États-Unis, sur une combinaison de quatre salles.
Aux États-Unis, le film remporte ensuite trois Golden Globes (Meilleure comédie, Meilleur acteur de comédie pour Jean Dujardin et Meilleure musique de film pour Ludovic Bource) puis le Prix Darryl F. Zanuck de la Producers Guild of America pour la meilleure production (Thomas Langmann), le Directors Guild of America Award de la meilleure réalisation (Michel Hazanavicius) et le Screen Actors Guild Award du meilleur premier rôle masculin (Jean Dujardin).
Le 26 février 2012, The Artist devient le film français le plus sélectionné aux Oscars avec dix nominations (devant Z, Cyrano de Bergerac, Le Fabuleux Destin d'Amélie Poulain, Un homme et une femme, La Môme, Tess et Le Pianiste). Il est deuxième en nombre de présélections, derrière Hugo Cabret de Martin Scorsese (onze mentions).
Après l'obtention de ses trois Golden Globes et de la majorité des prix de syndicats professionnels et de cercles de critiques aux États-Unis, le film apparaît favori, aux yeux de la presse et des parieurs britanniques, pour la 84e cérémonie, où il reçoit cinq statuettes : Meilleur film (Thomas Langmann), Meilleur réalisateur (Michel Hazanavicius), Meilleur acteur (Jean Dujardin), Meilleure musique (Ludovic Bource) et Meilleurs costumes (Mark Bridges).
The Artist est donc le premier long métrage français et la deuxième production n'étant pas majoritairement anglo-saxonne (après Le Dernier Empereur de Bernardo Bertolucci en 1988) à recevoir l'Oscar du meilleur film. Il est aussi la deuxième œuvre muette, après Les Ailes de William A. Wellman en 1929 (lors de la toute première cérémonie, l'année du krach de Wall Street), à être consacrée par ce prix. Il devient par ailleurs le film français le plus récompensé aux Oscars, devant Tess et Le Pianiste (trois trophées) puis Un homme et une femme, Z et La Môme (deux distinctions).
Michel Hazanavicius est le deuxième cinéaste français, après Roman Polanski en 2003, à remporter l'Oscar de la meilleure réalisation et Jean Dujardin est le premier interprète masculin français à être oscarisé comme meilleur acteur. Il rejoint alors un cercle exclusivement féminin : Claudette Colbert, Simone Signoret, Juliette Binoche et Marion Cotillard.
Harvey Weinstein, ex-dirigeant avec son frère Robert Weinstein de Miramax, est considéré par la presse comme le champion des campagnes pour les Oscars : en 2012, les films qu'il a produits ou distribués totalisent 300 nominations et 86 statuettes remportées.
Du fait donc du travail de la Weinstein Company et plus particulièrement d'Harvey Weinstein, le film fait aux États-Unis le tour des différents festivals et cérémonies de récompenses, avec autant de prix en poche, de la fin 2011 au début 2012. Ce marathon fait figure de prélude à la cérémonie des Oscars et permet au film d'espérer l'attribution des « Oscars majeurs » de la part des jurés de l'Académie, bien souvent présents lors de ces différents festivals de cinéma. En effet, pour Olivier Bonnard du Nouvel Observateur, par exemple, la victoire du film aux Oscars s'explique notamment par l'excellent travail de communication du distributeur américain, qui aurait savamment réussi à faire oublier qu'il s'agissait d'un film français, chose facilitée par l'absence de dialogues, les cartons de texte en langue anglaise et les mouvements de lèvres de comédiens révélant une série de phrases prononcées en anglais. Ce désir d'« entretenir l’illusion d’un film américain » fut par ailleurs l'un des objectifs revendiqués du réalisateur via la reconstitution de l'ambiance de cette époque tout à fait typiquement américaine, le tournage du film à Los Angeles puis le choix d'une distribution et d'une équipe technique très majoritairement américaine. À noter également dans ce sens que la Warner Bros. est entrée dans le plan de financement du film lorsqu'elle en acheta les droits pour la distribution française. Ces données (tournage, équipe et circulation de fonds américains...) ont d'ailleurs permis à The Artist de concourir aux Independent Spirit Awards avec l'étiquette de film américain. Le Figaro note, de la même façon, que, même s'il s'agit d'un film français, The Artist est « au moins autant américain ». En effet, le réalisateur lui-même parle de l'« essence profondément américaine » de son film, véritable « lettre d'amour à Hollywood », sans oublier que la langue de l'œuvre est l'anglais, dans les intertitres originaux comme dans les quelques mots de dialogue prononcés à la fin. Mais, pour le journal français, « il ne s'agit pas pour autant de bouder [son] plaisir. Peu importe au fond que The Artist ait l'air d'un film américain puisque cet air a été habilement façonné par des Français qui ont compris, mieux que beaucoup de natifs américains, ce qui a fait l'âge d'or d'Hollywood ». Le journal termine en citant Michel Hazanavicius recevant le Director's Guild Award qui avait déclaré : « Je ne suis pas américain et, en fait, je ne suis pas français non plus. Je suis cinéaste. » De manière moins mesurée, le critique et historien américain Robert Zaretsky du New York Times laisse entendre que le côté américain du film peut être interprété facilement comme le principal facteur de sa réussite critique et, par là même, le symbole d'un phénomène plus large d'américanisation du cinéma au niveau mondial. En effet, il titre son article consacré aux multiples qualifications du film aux Oscars, en français : « Vive la différence ! ». Il y qualifie Jean Dujardin de nouvelle icône française des deux côtés de l'Atlantique. Selon lui, The Artist incarne, pour certains, une idée du cinéma français (indépendant, innovant, etc.) et, pour d'autres, une capitulation du cinéma français face aux exigences d'un succès américain. En d'autres termes, soit le film validerait l'exception culturelle de la France, soit, au contraire, il apporterait la preuve que cette exception a actuellement besoin d'un soutien américain puissant (en l'occurrence : le choix d'un scénario mettant à l'honneur la puissance des États-Unis, ainsi qu'un allié de taille au niveau de la distribution, la Weinstein Company).
L'interprétation de cette victoire est appréhendée d'une tout autre manière aux États-Unis, où l'on essaye plutôt de rattacher celle-ci à l'évolution des exigences des jurés de l'Academy of Motion Picture Arts and Sciences, à savoir le vieillisme. Ainsi par exemple, Todd McCarthy, après la cérémonie des Oscars, se montre critique dans The Hollywood Reporter et considère que le film ne méritait pas une telle moisson de récompenses, sa victoire étant selon lui due au fait que « cette année, il n'y avait pas de film particulièrement remarquable, ou alors qu'il y avait déjà un favori immensément populaire ». Il met cette victoire au même rang que celle de films comme Collision, Miss Daisy et son chauffeur, Rocky ou Oliver !, dont « un an plus tard à peine, les gens y repensent et se demandent : « pourquoi ? ». Quant à la performance de Jean Dujardin et sa récompense de meilleur acteur, il la compare à celle de Roberto Benigni dans La Vie est belle, et se demande « comment diable une telle chose a-t-elle pu se produire ? » Au-delà de « sa nouveauté et de son charme » qu'il salue tout de même, le film aurait selon lui le défaut de représenter « la métaphore de la peur du progrès et de la technologie ». McCarthy estime que « le refus de Georges Valentin de changer avec son temps traduit le malaise de la vieille garde face aux nouvelles façons de faire du cinéma, qu'elle ne comprend pas ou ne veut pas comprendre », et qu'il aurait été plus intéressant pour l'Academy de primer Hugo Cabret de Martin Scorsese, qui représente selon lui la philosophie inverse. Scorsese, appartenant désormais à cette vieille garde, a ici eu recours aux nouvelles technologies pour créer un univers, démarche que le journaliste juge « infiniment plus complexe et ambitieuse » que celle de Michel Hazanavicius. De manière plus générale et moins virulente, certains grands journaux américains se sont en effet agacés de cette victoire, affirmant que The Artist était, comme Le Discours d'un roi l'année précédente, conforme au goût du « vieil homme blanc », majoritaire au sein de l'Académie des Oscars (composée de 94 % de Blancs, de 77 % d'hommes et de 54 % de personnes âgées de 60 ans et plus, selon une étude du Los Angeles Times,). Ce long métrage serait, pour le New Yorker, une « flatterie » facile, une « célébration du passé » et un « voyage nostalgique » dans l'âge d'or révolu d'Hollywood, prompt à émouvoir la cible la plus large de votants,.
À l'inverse, pour d'autres comme Richard Verrier, journaliste du Los Angeles Times, la consécration de The Artist est justement le symbole d'une innovation remarquable pour les jurés de la cérémonie des Oscars. Selon lui, le film va effectivement à contre-courant de la « tendance des membres du jury des Oscars à privilégier les longs-métrages tournés dans des endroits exotiques loin de Los Angeles où ils résident pour la plupart ». De la même manière, Chuck Walton, rédacteur en chef de Fandago, analyse ce phénomène de récompense des films tournés à l'étranger comme « simplement de l'ordre du subconscient, les choix de l'Académie étant souvent des films qui emmènent en voyage, loin du cocon de Los Angeles ». À l'inverse, The Artist donne justement pour lui « un coup de jeune à ce qui est vieux : c'est le Los Angeles classique, mais revu par des yeux français ».

### Accueil critique

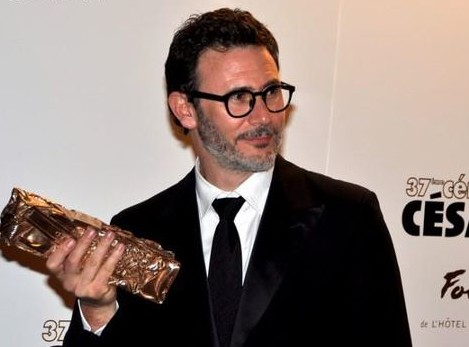
Michel Hazanavicius, couronné meilleur réalisateur pour The Artist à la des César.

Sur le site AlloCiné, le film obtient de la part des critiques une note de 4,1/5, note partagée par les spectateurs. Les utilisateurs d'IMDB le créditent, quant à eux, d'une note de 8,2/10 tandis que le site Metacritic relève une moyenne de 89/100 sur 41 critiques anglophones et que Rotten Tomatoes indique que 98 % des 210 critiques recensées sont positives pour un score moyen de 8,7/10. Certains spectateurs sont décontenancés par la forme du film, avec des cas de mécontents mal informés, qui quittent la salle en découvrant qu'il s'agit d'un film muet et en noir et blanc.
De manière générale, la presse française encense le film à sa sortie, saluant particulièrement la prestation de Michel Hazanavicius, Jean Dujardin et Bérénice Béjo, à un niveau plutôt « technique ». À titre d'exemple, Ollivier Pourriol exprime son enthousiasme pour The Artist dans Marianne, expliquant : « La performance du couple Dujardin-Bejo dans cet hommage amusé aux classiques hollywoodiens des années 1920, entre expressionnisme, pantomime et claquettes, rappelle à quel point, comme disait le metteur en scène Peter Brook, « le corps a des idées ». […] The Artist a la texture d'un souvenir qui n'appartiendrait à personne et à tous, revisitant un imaginaire qui est moins celui du cinéma américain que celui du cinéma tout court. » Le magazine Les Inrockuptibles note que « Michel Hazanavicius démontre une fois de plus dans The Artist son talent d’imitateur, de pasticheur fou. » Éric Libiot de L'Express a donné cinq étoiles au film écrivant qu'il s'agit d'un film « aussi radical que festif conjuguant un engagement sans concessions et une passion amoureuse pour tous ces fantômes de l'écran valsant dans la salle de bal de nos imaginaires. » La rédaction du Monde estime de la même manière que « la réussite du film tient à la manière joyeuse dont Michel Hazanavicius s’empare du cinéma d'antan avec les outils du cinéma d’aujourd’hui. » Cependant, les Cahiers du cinéma, autrefois défenseur du diptyque OSS 117, exprime des réserves sur la réalisation de Michel Hazanavicius dont il reconnaît malgré tout le brio : « Un pastiche gourmand qui est à l'âge d'or hollywoodien ce que le rococo est au baroque : une déformation très séduisante mais aussi dédramatisée, où la sophistication flirte avec la mièvrerie mais brille par son indéniable virtuosité. Et pourtant cette incontestable réussite marque aussi les limites d'un système. » Au-delà de la simple réalisation et des performances artistiques des acteurs principaux, l'hebdomadaire Charlie Hebdo évoque néanmoins un pur exercice de style et un objet plaisant sur la forme mais sans aucun contenu : « La surface de The Artist est brillante, pétillante, souvent subtile, mais le fond, lui, est inexistant. » Tout comme le critique Gérard Lefort qui fait, de son côté, part de sa déception dans le quotidien Libération : « Il faut en effet être de très bonne humeur pour s'intéresser au mélo à deux balles et trois Kleenex qui croise le cœur de George à celui de Peppy […] Le problème de The Artist n'est pas celui du faux-semblant mais du faux air. ». Critikat dénonce que le film ne tient qu'une image flatteuse du cinéma américain, quand la cinéphilie française, surtout celle de la nouvelle vague, préfère les films de genre anti-conformistes bien mésestimés par l'Amérique même.

### Box-office
| Pays               | Box-office         |
| ------------------ | ------------------ |
| France             | 3 064 873 entrées  |
|                    |                    |
| Total hors France  | 13 335 264 entrées |
| Total              | 16 400 137 entrées |
|                    |                    |
| Recettes mondiales | 133 432 856 $      |

Distribué par la Warner, le film sort en France le 12 octobre 2011. Le jour de sa sortie, il réalise 72 521 entrées pour 295 copies, et 443 269 au cours de sa première semaine. Ressorti en salles en février 2012, après l'annonce de ses dix nominations aux Oscars, The Artist totalise plus de deux millions d'entrées. L'annonce du palmarès des Césars et des Oscars permet ensuite au film de dépasser les trois millions de spectateurs en France et les douze millions de spectateurs à l'étranger à la fin avril 2012.
En plus d'avoir été un succès critique, The Artist est un succès commercial. Budgeté à environ quinze millions de dollars, il rembourse sa mise vers la mi-novembre 2011, soit au bout de trois semaines d'exploitation, en particulier en France et en Belgique (avec 12 900 000 $ au 20 novembre), la distribution dans un circuit limité aux États-Unis à Noël rajoutant environ 2 800 000 $. Au mois d'avril 2012, avec environ 120 000 000 $ de recettes, le film a fait ses meilleurs scores aux États-Unis (43 000 000 $), suivis de la France (26 000 000 $) et du Royaume-Uni (15 200 000 $) et, loin derrière, de l'Espagne (6 500 000 $) et de l'Allemagne (5 000 000 $).

## Analyse
Michel Hazanavicius cite plusieurs sources d'inspiration pour sa réalisation dont L'Aurore et L'Intruse de F.W. Murnau, Les Quatre Fils de John Ford, La Foule de King Vidor et L'Inconnu de Tod Browning[réf. à confirmer].
On peut penser que des films des années 1940 et 1950, comme Boulevard du crépuscule de Billy Wilder et Chantons sous la pluie de Stanley Donen et Gene Kelly, l'ont également influencé pour leur évocation du passage du muet au parlant et leur représentation tragi-comique d'un Hollywood disparu[réf. à confirmer].
L'histoire, qui est celle d'une star féminine montante et d'un acteur à la notoriété déclinante, fait surtout référence au film Une étoile est née de William A. Wellman,,. Parmi les sources possibles d'influence, des critiques ont aussi relevé l'histoire réelle de John Gilbert, qui présente des similitudes avec le scénario de The Artist,. Star américaine des années 1920, John Gilbert vécut difficilement le passage du muet au parlant. Il était en conflit ouvert avec le producteur Louis B. Mayer, qui tenta de briser sa carrière. Mais il reçut une seconde chance grâce à Greta Garbo, elle aussi grande vedette du muet qui avait réussi sa transition vers le cinéma parlant. Elle se souvint de Gilbert, dont elle avait été très proche, et l'imposa à la Metro-Goldwyn-Mayer comme partenaire pour le film La Reine Christine, en 1933. Le film évoque aussi le scénario de Mirages, film muet de King Vidor, sorti en 1928, dans lequel une jeune femme, nommée Peggy Pepper, tente de devenir une star d'Hollywood,,.
Le film fourmille également de références à des scènes plus ou moins connues du cinéma hollywoodien (notamment à l'âge d'or du film classique). Les séquences de repas en tête à tête entre George Valentin et son épouse, où l'ennui se fait de plus en plus prégnant, renvoient au procédé similaire employé par Orson Welles dans Citizen Kane. Dans The Artist, l'affiche du film Guardian Angel, dans lequel joue Peppy Miller, suggère une œuvre de 1928 : L'Ange de la rue de Frank Borzage. Quant à la scène de la veste empruntée par Peppy dans la loge de George Valentin, elle rappelle un geste semblable de Janet Gaynor dans un autre film de Borzage : L'Heure suprême.
La scène finale des claquettes, chorégraphiée par Fabien Ruiz, est une citation explicite des comédies musicales de l'année 1932, dans un style différent de celui que va créer, dès 1933, Fred Astaire.

« Ce qui est fabuleux dans le film The Artist, c’est qu’il a été tourné en noir et blanc, au format presque carré du film muet (1:1,33), qu’il est muet si l’on excepte un effet très drôle de cauchemar où le comédien est incapable d’émettre le moindre son bien qu’il crie à tue-tête, alors que tout autour de lui les gens s’agitent en bourdonnant de mille bruits, et à la fin de l’histoire quand le nouveau film qu’interprète le comédien s’ouvre sur des éventails en forme de claps tenus par des danseurs, tandis que l’on entend le jargon caractéristique des échanges entre techniciens sur un plateau de tournage en préparation d’un plan. Pas de dialogues autrement qu’écrits sur des cartons, pas de couleurs, pas d’écran large, mais tous les moyens d’expression que possédait le cinéma encore muet, déjà accompagné, dès les premières projections, de musiques improvisées ou écrites, comme celles qui avaient été composées en 1892 par Gaston Paulin pour les représentations du Théâtre optique du Français Émile Reynaud, avec ses Pantomimes lumineuses dessinées et coloriées sur une bande continue en celluloïd, les premiers dessins animés et les premières projections en public d’images animées, un an après les premières prises de vues de l’Américain Thomas Edison, trois ans avant les projections des frères Lumière. Le film The Artist, sorti sur les écrans, rappelons-le, en 2011, a connu un grand succès public et a été récompensé aux Oscars. Il est la preuve par neuf de ce que nous affirmons dans notre ouvrage, Grammaire du cinéma, à savoir que, après la découverte en 1908 par D. W. Griffith des « actions parallèles », le dernier de ce que nous nommons les « points de grammaire » du cinéma, c’est-à-dire les éléments de son langage, les cinéastes possèdent désormais tous les moyens nécessaires pour raconter des histoires complexes. Le film de Michel Hazanavicius démontre que ce qui est fondamental dans un récit filmé n’est pas l’efficacité d’un dialogue enregistré, ni l’apport de splendides couleurs, ni l’ampleur du Cinémascope, ni la merveille du son numérique, ni le choc des effets virtuels, ni l’étonnement provoqué par la 3D, mais bien comment mener un récit par l’image. »